# Paral·lel 58° sud
El paral·lel 58° sud és una línia de latitud que es troba a 58 graus sud de la línia equatorial terrestre. Travessa l'oceà Atlàntic, l'Oceà Índic, l'Oceà Pacífic i Amèrica del Sud.
En aquesta latitud el sol és visible durant 18 hores, 11 minuts durant el solstici d'hivern i 6 hores, 27 minuts durant el solstici d'estiu.

## Geografia
En el sistema geodèsic WGS84, al nivell de 58° de latitud sud, un grau de longitud equival a 59,133 km; la longitud total del paral·lel és de 21.878 km, que és aproximadament 53,0% de la de l'equador, del que es troba a 6.431 km i a 3.571 km del pol Sud

## Arreu del món
A partir del Meridià de Greenwich i cap a l'est, el paral·lel 58° sud passa per: 
| Coordenades                              | País. Territori o mar | Notes                                                                                                 |
| ---------------------------------------- | --------------------- | --- |
| 58° 0′ S, 0° 0′ E / 58.000°S,0.000°E     | Oceà Atlàntic         | |
| 58° 0′ S, 20° 0′ E / 58.000°S,20.000°E   | Oceà Índic            | |
| 58° 0′ S, 147° 0′ E / 58.000°S,147.000°E | Oceà Pacífic          | |
| 58° 0′ S, 67° 16′ O / 58.000°S,67.267°O  | Oceà Atlàntic         | Passa al sud de l'illa Saunders, · Illes Geòrgia del Sud i Sandwich del Sud (reclamada per Argentina) |